# Vassili Blücher
Pour les articles homonymes, voir Blücher.
 (octobre 2019).
Si vous disposez d'ouvrages ou d'articles de référence ou si vous connaissez des sites web de qualité traitant du thème abordé ici, merci de compléter l'article en donnant les références utiles à sa vérifiabilité et en les liant à la section « Notes et références ».
Vassili Konstantinovitch Blücher (en russe : Василий Константинович Блюхер), né le 
1er décembre 1890 à Barchinska (gouvernement de Iaroslavl)
et mort le 9 novembre 1938 à Moscou, est un maréchal de l'Union soviétique.

## Biographie
Il naît au sein d'une famille de paysans russes du nom de « Gourov ». Le nom « Blücher » est donné à son arrière-grand-père serf par son propriétaire durant la Guerre de Crimée, en l'honneur du maréchal prussien Gebhard Leberecht von Blücher. En dépit de ce nom à consonance germanique, Vassili Blücher n'a donc pas d'origine allemande.
Grâce à son père qui le conduit en 1904 à Saint-Pétersbourg, il exerce de nombreux petits métiers, comme garçon dans la boutique du marchand Klochkova ou encore comme ouvrier à l’usine de machines-outils Byrd. En 1909, il est embauché dans un atelier de serrurerie à Moscou puis dans une usine de wagons à Mytichtchi. Imprégné des idées socialistes, c'est dans cette usine qu'il prend part à une grève en 1910, qui le mène en prison jusqu'en 1913.

### Carrière dans l'armée tsariste
Au déclenchement de la Première Guerre mondiale, il est incorporé au 56e bataillon de réserve, mais rejoint finalement le front en novembre 1914 au sein du 19e régiment d’infanterie de Kostroma. Il monte rapidement les grades pour devenir sous-officier puis officier, avant d'être grièvement blessé par une grenade en 1915. Hospitalisé durant plus d'un an, il est finalement démobilisé en 1916 et retrouve du travail près de Nijni-Novgorod, puis dans une usine de mécanique près de Kazan.
En juin 1916, il rejoint le Parti bolchévik.

### Carrière dans l'Armée Rouge

#### Figure de la guerre civile
Lors de la Révolution d'Octobre, en octobre 1917, Vassili Blücher participe à la prise de contrôle de la province de Samara, dont il devient le commissaire politique de la garnison. Fin 1917, il devient commissaire politique d'un détachement des Garde rouge dans la région de l'Oural. Il est envoyé à Tcheliabinsk pour éliminer la révolte des cosaques d’Orenbourg commandés par l’ataman Doutov. En 1918, il se voit charger de former les organes du nouveau pouvoir soviétique sur place ; en mars de la même année, il est élu président du soviet de Tcheliabinsk et chef de l’état-major de la Garde Rouge.
Une partie de sa renommée vient de sa capacité à commander, y compris dans des situations de crise. Ainsi, à la suite du soulèvement des cosaques d’Orenbourg, les bolcheviks qui tiennent la ville se retrouvent cernés. Vassili Blücher et ses hommes entament une marche à travers l'Oural dans l'objectif de rejoindre les lignes de la 3e armée rouge du front oriental. Avec près de 10 000 hommes sous ses ordres, il parvient à manœuvrer et, au terme de 54 jours de marche au sein du territoire ennemi, il réussit à rejoindre les lignes du front oriental le 12 septembre. Le 28 septembre, il devient le premier militaire soviétique à recevoir l’Ordre du Drapeau rouge.
Fin janvier 1919, il devient adjoint du commandant de la 3e armée du front oriental et organise la défense de la ville de Viatka face aux troupes contre-révolutionnaires russes et tchécoslovaques de l'amiral Alexandre Koltchak. En avril de la même année, il a comme tâche de former et de diriger la 51e division d’infanterie dans la région de Tioumen et du lac Baïkal. C'est à sa tête qu'il combat les troupes de l’amiral Koltchak. Vaincue à Tobolsk, l'armée blanche perd définitivement à l'automne 1919 dans cette région, et en mars 1920, l'amiral Koltchak est fusillé.
À partir du mois d'août 1920, Vassili Blücher est envoyé dans le sud de la Russie, en particulier en Crimée pour y combattre les armées blanches de Piotr Wrangel. En dépit de lourdes pertes et de plusieurs mois de combat, le front blanc s'effondre début novembre. Le 15 novembre, la division de Bulcher s’empare de Sébastopol puis de Yalta le lendemain. Grâce à ses victoires, il reçoit alors un deuxième Ordre du Drapeau rouge, puis le commandement en chef de la province d’Odessa.

#### Conseiller militaire en Chine
Il devient conseiller militaire en Chine de 1924 à 1927, commandant les forces employés durant le conflit sino-soviétique de 1929 et devient maréchal en 1935. 

#### Commandant de l’armée d’Extrême-Orient
On lui donne le haut commandement des forces soviétiques en Extrême-Orient, basées à Khabarovsk ; Blücher bénéficie d'un degré d'autonomie en Extrême-Orient peu commun pour un commandant militaire soviétique. Ministre de la Guerre de la République de Sibérie en 1921, il obtient une victoire diplomatique en négociant l'évacuation de Vladivostok par l'armée japonaise. 

### Rôle durant les Grandes Purges
Il préside notamment le tribunal qui juge les chefs de l'Armée rouge en 1938 durant les Grandes Purges et prend part à la condamnation du maréchal Toukhatchevski.
La lutte pour le pouvoir en Extrême-Orient entre le Japon et l'Union soviétique est à son comble cette année-là. L'armée impériale japonaise met à l'épreuve les défenses soviétiques en combattant pendant plusieurs mois. Devant le peu de panache de l'Armée rouge, le NKVD arrête le maréchal sous le prétexte d'être un espion à la solde du Japon. Même sous la torture, il ne confirme pas cette accusation. Torturé par Lavrenti Beria et ses assistants en personne, il meurt à la suite de ses blessures. Certaines sources évoquent quant à elles le fait que Blücher aurait été fusillé sur ordre de Staline.
Sa mémoire est réhabilitée en 1956. Le maréchal reste une figure populaire en Russie.